# 4人はそれぞれウソをつく
『4人はそれぞれウソをつく』（よにんはそれぞれウソをつく）は、橿原まどかによる日本の漫画。2018年にネーム原作賞受賞後、『別冊少年マガジン』（講談社）にて、2020年5月号から2023年4月号まで連載。略称は「4ウソ」。
それぞれ誰にも言えない秘密を抱えている仲良し女子中学生4人組の姿を描く学園コメディ作品。毎話4コマ漫画と5コマ漫画が連続する構成となっている。
2022年10月から12月までテレビアニメが放送された。

## あらすじ
橿原女学園中等部に通うリッカ、千代、関根、翼は、クラスで最も仲の良い4人組。しかし実は、彼女たちは周りにはおろか互いにも言えない秘密をそれぞれ抱えていた。実はリッカは宇宙人、千代は抜け忍、関根は女性の心が読める超能力者、翼は姉と入れ替わり女装をしている男子生徒だった。

## 登場人物
声の項はテレビアニメ版の声優。

### 主人公4人組
リッカ / パピポポロ・デュルリッカ
声 - 田中ちえ美
宇宙人。橿原女学園に通う中学2年生。
銀河革命軍大佐兼エースパイロットで、不時着した学園の生徒に扮して救援を待っている。
普段は天真爛漫な女子を演じているものの、実際はかなりクールでキャラクターをそもそも演じきれているかどうかを悩んでいる真面目な性格。頭にリボンを身にまとっているように見えるが、これは触角であり屁もここから出る。血はピンク色。
記憶を消す装置（表向きはぬいぐるみ）を利用して正体を隠している。この装置は消された記憶を元に戻す機能もあるほか、リッカ自身も地球人の超能力者による記憶を消す能力が通用しない。
他のキャラクターと制服のデザインが異なっているのは地球人の服を見よう見まねで生成しているため。
関根以外の人間を宇宙ブタに変化させる、千代に触れた人間の性別が女性に変わる能力を与えるなど、宇宙人故の特殊な能力で事態をオーバーに解決させようとしてトラブルを巻き起こすことが多い。
千代（ちよ）
声 - 村上奈津実
抜け忍。橿原女学園に通う中学2年生。
周囲からは世間知らずのお嬢様と思われている。実際は家庭のことを周囲に話さずにいたところ、周りが勝手にそのように思ってしまったからである。
地球が球体であることも知らないほど、頭が悪い。
常に弟から狙われているからか、危険を察知して相手の攻撃を回避する能力がある。自身の正体こそ隠しているもののプロ意識は高く、忍者に扮する必要がある際は本気で取り組む。翼に筋肉ゴリラと言われた。
関根（せきね）
声 - 佐倉綾音
女性の心が読める超能力者。橿原女学園に通う中学2年生。
上記のような能力を持つため、リッカと千代の正体は知っているが、本当は男である翼の心は読むことができない。その能力からツッコミ役に回ることが多い。
眼鏡を外すと超能力が暴発して周囲に甚大な被害をもたらすため、常に眼鏡をかけている。
翼（つばさ） / 剛（つよし）
声 - 潘めぐみ
女装男子で、主要キャラの中で唯一の男。橿原女学園に通う中学2年生。
合格した男子校に人気アイドルが入学することを知った双子の姉によって入れ替わりを強要された。当然ながら、女性に関するトークなどは分からない。
天体に興味があり、それに関する知識は深い。

### 4人組の関係者
つばさ
声 - 芹澤優
翼（剛）の双子の姉。翼が女装する原因を作った人物。
嫌がる弟に対し、自己都合にもかかわらず『拒否すれば殺す』と無理矢理従わせた自己中心的な性格。
半蔵（はんぞう）
声 - 広瀬裕也
千代の弟。隙あらばと抜け忍である千代を狙うが、上手くいった試しがない。

### その他
ブライアン
声 - 上田燿司
橿原女学園の英語教師。
マスクマ
声 - 金田朋子
千代を始め多くのファンがいるマスコットキャラクター。

## 書誌情報
- 橿原まどか『4人はそれぞれウソをつく』講談社〈KCデラックス〉、全3巻
  1. 2020年12月17日発売[6][9]、ISBN 978-4-06-522479-3
  2. 2022年4月7日発売[1][10]、ISBN 978-4-06-527535-1
  3. 2023年5月9日発売[11]、ISBN 978-4-06-529862-6

## テレビアニメ
2022年10月から12月まで朝日放送テレビ・テレビ朝日系列『ANiMAZiNG!!!』枠ほかにて放送された。ナレーションは大塚芳忠。
2022年4月1日のいわゆるエイプリルフール企画として、うそのアニメ化がTwitter上に投稿され、翌2日に本当のテレビアニメ化が発表された。
今回のアニメ化について、ABCアニメーション所属のプロデューサーの多田香奈子は、「何度読んでも、何度も笑い泣いてしまう…私も原作大ファンの一人です。アニメ化することを、誰よりも喜んでいる自信があります。4人が愛しくてたまりません!!「面白い」を上回って「衝撃」という言葉がふさわしい作品です。コメディの皮をかぶった、分厚く眩しい絆の物語…4人の生きざまをより多くの方に見ていただけることを切に願っています。」とコメントを発表している。

### スタッフ
- 原作 - 橿原まどか[5]
- 監督 - 星野真[5]
- シリーズ構成 - 清水恵[5]
- キャラクターデザイン - 渡辺るりこ[5]
- プロップデザイン - 大川美穂子、松本淑恵[5]
- 美術設定 - 岩佐禎[5]
- 3D監督 - 伊藤香太朗[5]
- 色彩設計 - 戸澤有紀[5]
- 撮影監督 - 寺本憲正[5]
- 編集 - 柳圭介[5]
- 音響監督 - 濱野高年[5]
- 音響効果 - 中島勝大
- 音楽 - 菊谷知樹[5]
- 音楽制作 - ランティス
- 音楽プロデューサー - 髙橋亜弥
- プロデューサー - 多田香奈子、吉田佳弘、田村洋佑、鈴木めぐみ、髙橋亜弥、申忠基
- アニメーション制作 - スタジオフラッド[5]
- 制作協力 - studioぴえろ[5]
- 制作プロデューサー - 岩本祥伯
- 製作 - 製作委員会はウソをつく

### 主題歌
「エクリプス」
NACHERRYによるオープニングテーマ。作詞は岡田マリア、作曲は豊田ヒロユキ、山森大輔、編曲は山森大輔。
「For 4 Forever」
リッカ（田中ちえ美）、千代（村上奈津実）、関根（佐倉綾音）、翼（潘めぐみ）によるエンディングテーマ。作詞・作曲・編曲はTeje、Hayato Yamamoto。
「すーぱーひーろー☆マスクマ」
マスクマ（金田朋子）による挿入歌。作詞・作曲は田代智一、編曲は佐藤厚仁。

### 各話リスト
| 話数 | サブタイトル         | 脚本     | 絵コンテ              | 演出       | 作画監督 | 総作画監督                                                  | 初放送日        |
| ---- | -------------------- | -------- | --------------------- | ---------- | --- | ----------------------------------------------------------- | --------------- |
| #01  | 4人のヒミツ          | 清水恵   | 星野真                | 星野真     | 田内亜矢子 吉田翔太                                                                                          | 松本淑恵 大川美穂子                                         | 2022年 10月16日 |
| #02  | 文化祭               | 小鹿りえ | こでらかつゆき 星野真 | 五月女有作 | 中村統子 上野翔太 成元鎔 趙雅羅                                                                              | 水谷麻美子                                                  | 10月23日        |
| #03  | サプライズ           | 笹野恵   | 星野真                | 矢野孝則   | 永田善敬 石原彩子                                                                                            | 松本淑恵 大川美穂子                                         | 10月30日        |
| #04  | 星に願いを           | 清水恵   | 久保博志              | 久保博志   | 小林多加志 上野翔太 佐々木敏子 成元鎔 趙雅羅                                                                 | 佐々木敏子                                                  | 11月6日         |
| #05  | 海                   | 笹野恵   | 荒井省吾 星野真       | 小林浩輔   | 大久保歩美 段冠嵩 友田美智子                                                                                 | 大川美穂子 松本淑恵                                         | 11月13日        |
| #06  | おとまり             | 小鹿りえ | 葉摘田緒              | 五月女有作 | 中村統子 工藤公聖 上野泰寛 成元鎔 趙雅羅                                                                     | 水谷麻美子 佐々木敏子                                       | 11月20日        |
| #07  | 響け！友の歌声       | 清水恵   | 星野真                | 矢野孝則   | 田内亜矢子 吉田翔太                                                                                          | 松本淑恵 大川美穂子                                         | 11月27日        |
| #08  | 半蔵の挑戦           | 清水恵   | 及川泰一              | 五月女有作 | Kim Jong Heon Shin Sang Tae Min Hyun Sook Choi Kyung Seok Kim Ki Yeop Kim Jung Woo                           | 水谷麻美子 佐々木敏子 中村統子                              | 12月4日         |
| #09  | フクちゃンをさがせ！ | 小鹿りえ | 荒井省吾 星野真       | 小林浩輔   | 石原彩子 永田善敬 大久保歩美 友田美智子                                                                      | 松本淑恵 大川美穂子                                         | 12月11日        |
| #10  | 熱海                 | 笹野恵   | 葉摘田緒              | 五月女有作 | はっとりますみ 工藤公聖 上野泰寛 趙雅羅 Min Hyun Sook Kim Ki Yeop Kim Jung Woo Kim Jong Heon Choi Kyung Seok | 佐々木敏子 小林多加志 中村統子 水谷麻美子 三浦貴弘 上野翔太 | 12月18日        |
| #11  | さよなら大佐         | 清水恵   | 星野真                | 星野真     | 田内亜矢子 吉田翔太                                                                                          | 大川美穂子 松本淑恵                                         | 12月25日        |

### 放送局
| 放送期間                  | 放送時間                     | 放送局                                              | 対象地域・備考                       |
| ------------------------- | ---------------------------- | --------------------------------------------------- | ------------------------------------ |
| 2022年10月16日 - 12月25日 | 日曜 2:00 - 2:30（土曜深夜） | 朝日放送テレビ（幹事局）および テレビ朝日系列全24局 | 日本国内 『ANiMAZiNG!!!』枠          |
|                           | 日曜 23:30 - 月曜 0:00       | BS朝日                                              | BS放送 / 『アニメA』枠               |
| 2022年10月19日 - 12月29日 | 水曜 20:30 - 21:00           | AT-X                                                | CS放送 / 字幕放送 / リピート放送あり |

| 配信開始日     | 配信時間                     | 配信サイト |
| -------------- | ---------------------------- | --- |
| 2022年10月16日 | 日曜 2:30 - 3:00（土曜深夜） | ABEMA |
| 2022年10月18日 | 火曜 2:30（月曜深夜） 更新   | Amazon Prime Video U-NEXT アニメ放題 バンダイチャンネル Hulu dアニメストア （本店・ニコニコ支店・for Prime Video） GYAO! FOD ひかりTV ニコニコチャンネル |
|                | 火曜 12:00 更新              | TVer |
|                | 火曜 23:00 - 23:30           | ニコニコ生放送 |
| 2022年10月20日 | 木曜 0:00（水曜深夜） 更新   | TELASA J:COMオンデマンド milplus auスマートパスプレミアム                                                                                                |

### BD
| 巻  | 発売日        | 収録話         | 規格品番   |
| --- | ------------- | -------------- | ---------- |
| BOX | 2023年4月28日 | 第1話 - 第11話 | ABCX-00006 |

| 朝日放送テレビ・テレビ朝日系列 ANiMAZiNG!!! | 朝日放送テレビ・テレビ朝日系列 ANiMAZiNG!!! | 朝日放送テレビ・テレビ朝日系列 ANiMAZiNG!!! |
| 前番組                                      | 番組名                                      | 次番組                                      |
| ------------------------------------------- | ------------------------------------------- | ------------------------------------------- |
| 最近雇ったメイドが怪しい                    | 4人はそれぞれウソをつく                     | 老後に備えて異世界で8万枚の金貨を貯めます   |